# Giải PFCS cho nữ diễn viên phụ xuất sắc nhất
Giải PFCS cho nữ diễn viên phụ xuất sắc nhất là một giải của Hội các nhà phê bình phim thành phố Phoenix (Hoa Kỳ) dành cho nữ diễn viên đóng vai phụ trong một phim, được bầu chọn là xuất sắc nhất. Giải này được lập từ năm 2000.

## Các người đoạt giải

### Thập niên 2000
| Năm  | Diễn viên            | Phim               | Vai diễn              |
| ---- | -------------------- | ------------------ | --------------------- |
| 2000 | Kate Hudson          | Almost Famous      | Penny Lane            |
| 2001 | Jennifer Connelly    | A Beautiful Mind   | Alicia Nash           |
| 2002 | Catherine Zeta-Jones | Chicago            | Velma Kelly           |
| 2003 | Emma Thompson        | Love Actually      | Karen                 |
| 2004 | Laura Linney         | Kinsey             | Clara McMillen-Kinsey |
| 2005 | Michelle Williams    | Brokeback Mountain | Alma Del Mar          |
| 2006 | Cate Blanchett       | Notes on a Scandal | Sheba Hart            |
| 2007 | Amy Ryan             | Gone Baby Gone     | Helene McCready       |
| 2008 | Marisa Tomei         | The Wrestler       | Pam/Cassidy           |

Bản mẫu:PFCS Awards Chron